# Пушьоні-Пойон
Пушьоні́-Пойо́н (тадж. Пушёни поён) — село у складі Хатлонської області Таджикистану. Входить до складу джамоату імені Худойора Раджабова Восейського району.
Назва означає Нижній Пушьоні.
Населення — 990 осіб (2010; 984 в 2009, 518 в 1981).
Національний склад станом на 1981 рік — таджики.